# 韓兆霖
韓兆霖（？—？），江西省廣信府鉛山縣人，清朝政治人物、同進士出身。
光緒二十年（1894年），参加光緒甲午科殿試，登進士三甲166名。同年五月，授内阁中书。